# Schefflera chevalieri
Schefflera chevalieri är en araliaväxtart som beskrevs av Chih Bei Shang. Schefflera chevalieri ingår i släktet Schefflera och familjen araliaväxter.
Artens utbredningsområde är Vietnam. Inga underarter finns listade.